# Amee
AMEE (ur. 23 marca 2000 w Hanoi), właśc. Trần Huyền My – wietnamska piosenkarka i aktorka. Po raz pierwszy zwróciła uwagę publiczności w 2019 roku, kiedy wydała swój debiutancki utwór „Anh Nha O Dau The”.
Również w 2019 roku zdobyła swoją pierwszą nagrodę Grammy Vietnam w kategorii „The Best New Artist” na Dedication Music Awards 2019. Wschodząca artystka była szkolona przez 4 lata i zadebiutowała w ramach ST.319 Entertainment.

## Życie i kariera

### Wczesne życie
Amee urodziła się 23 marca 2000 roku w Hanoi. Została zwerbowana przez St. 319 Entertainment jako stażystka, gdy miała 15 lat i była jednym z pierwszych idoli w Wietnamie, który przeszedł czteroletni okres szkolenia. Podczas stażu pojawiła się w teledysku Nguyễn Trọng Tài, San Ji i Double X „HongKong1”.

### Od 2020: Zdobyte nagrody, debiutancki albumdreAMEE
18 czerwca 2020 roku Amee wydała swój piąty singiel „Yêu Thì Yêu Không Yêu Thì Yêu”, który został również ogłoszony głównym utworem tytułowym jej nowego albumu dreAMEE. Utwór tytułowy jest pierwszym promowanym przez Amee utworem bez udziału żadnego innego artysty i przez dwa dni zajmował pierwsze miejsce w YouTube w Wietnamie. dreAMEE został wydany 28 czerwca 2020 roku.
6 grudnia 2020 roku Amee otrzymała nagrodę „Best New Asian Artist Vietnam” podczas ceremonii Mnet Asian Music Awards 2020.